# Віальфре
Віальфре (італ. Vialfrè, п'єм. Vialfrèj) — муніципалітет в Італії, у регіоні П'ємонт,  метрополійне місто Турин.
Віальфре розташоване на відстані близько 540 км на північний захід від Рима, 37 км на північ від Турина.
Населення — 262 особи (2014).

## Демографія
Населення за роками:

Станом на 1 січня 2023 року в муніципалітеті офіційно проживало 11 іноземців з 5 країн, серед них 7 громадян країн Євросоюзу.

## Сусідні муніципалітети
- Альє
- Кучельйо
- Сан-Мартіно-Канавезе
- Скарманьйо